# Luis Cabrera de Córdoba
Luis Cabrera de Córdoba (Madrid, 1559 - ibídem, 9 de abril de 1623) fue un historiador español del Siglo de Oro.

## Biografía
Casó con Baltasara de Tapia y Zúñiga y fue grefier del bureo, esto es, secretario de Margarita de Austria. En 1584 era escribano de ración del Gran Duque de Osuna, a la sazón virrey de Nápoles. Intervino en la organización de una expedición marítima para defender a los caballeros de Malta contra los piratas turcos y venecianos y en la construcción de algunos de los barcos de la Armada invencible. Felipe II de España le encomendó misiones de importancia y pasó a ser secretario de la reina y cantinero de la casa real de Castilla a la muerte de este monarca. Fue celebrado como escritor por Miguel de Cervantes en su Viaje del Parnaso.

## Obra
Escribió algunas poesías en las que se observa el influjo de Luis de Góngora. 
Su obra capital es la Historia de Felipe II, cuya primera parte apareció en Madrid, en 1619. La edición de la segunda parte fue impedida a petición de los diputados de Aragón, los cuales creían que en ella se aludía de forma tendenciosa a los sucesos ocurridos en aquel reino en 1591, relacionados con la huida de Antonio Pérez. La revisión del texto fue encomendada a Bartolomé Leonardo de Argensola, pero Cabrera de Córdoba se opuso a cualquier enmienda. Esta segunda parte no fue publicada, pues, hasta 1876. 
Como historiador, Cabrera es exactísimo, un auténtico fanático de la verdad y de la cronología. La obra es una gran cantera para datos sobre las costumbres, las fundaciones de monumentos e incluso para la historia del teatro, pero su prosa no es muy clara, pues el afán de lograr concisión le lleva a veces a la sequedad y la oscuridad. La obra gozó de gran fama y fue usada como fuente para varias obras de teatro sobre Felipe II, como la de Juan Pérez de Montalbán El segundo Séneca de España o la de Diego Jiménez de Enciso sobre Don Carlos. 
Escribió también unas Relaciones de las cosas sucedidas en la Corte de España desde 1599 hasta 1614 (Madrid, 1857) e Historia para entenderla y escribirla (1611).

## Obras
- Relaciones de las cosas sucedidas en la Corte de España desde 1599 hasta 1614 (Madrid, 1857)
- De Historia, para entenderla y escribirla (Madrid, 1611)
- Historia de Felipe II, primera parte (Madrid, 1619; la edición completa es de Madrid, 1877, en cuatro tomos en 4.º mayor).